# Jacobsonina simplex
Jacobsonina simplex är en kackerlacksart som beskrevs av Morgan Hebard 1929. Jacobsonina simplex ingår i släktet Jacobsonina och familjen småkackerlackor. Inga underarter finns listade i Catalogue of Life.